# Joan Reig i Solé
Joan Reig i Solé (Constantí, Tarragonès, 16 de març de 1963) és un músic català, conegut per ser el bateria d'Els Pets, de Mesclat, veu de Refugi i impulsor i bateria del grup Tarraco Surfers. A més, també actua en solitari.
Amb Els Pets, a banda de tocar-hi la bateria, també és autor d'algunes cançons com «S'ha acabat» o «El poble sota el barret de fum». Amb Refugi reivindica temes de la Nova Cançó. Joan Reig fou l’iniciador del projecte i per primera vegada abandonà el seu instrument habitual i es posà al capdavant com a cantant. El grup va néixer la tardor del 2006 per recuperar unes cançons i mudar-les amb uns «vestits nous», com el subtítol del disc.
Com activista social està molt vinculat a la lluita agrària i a l'Assemblea Nacional Catalana de Constantí. A les eleccions al Parlament de Catalunya de 2015 va participar de manera simbòlica com a independent a la candidatura de Junts pel Sí. També col·labora en alguns mitjans de comunicació.
La culpa (2018) fou el primer disc en solitari de Reig. Consta de sis cançons: peces pròpies i també versions d’artistes que l’han marcat com a músic i persona. Bagatzem (2021) fou el seu segon disc en solitari; el títol recull la forma popular d'anomenar magatzem. Consta de vuit cançons i vuit poemes que condensen la bellesa de la tristesa. És un disc intens, personal, íntim i sincer en el qual evoca la seva essència.

## Discografia
Els àlbums que ha publicat en solitari en la seva trajectòria:
- La culpa (2018)
- Bagatzem (2021)[6]